# 愛爾蘭國立大學都柏林分校足球俱樂部
愛爾蘭國立大學都柏林分校足球俱樂部（University College Dublin Association Football Club）是愛爾蘭的一家足球俱樂部，簡稱UCD，是愛爾蘭國立大學都柏林分校的足球俱樂部。球隊參加愛爾蘭足球超級聯賽的賽事。

## 外部連結
- UCD AFC Website （页面存档备份，存于）
- University College Dublin A.F.C. （页面存档备份，存于） on Playerhistory.com
- UCD discussion forum （页面存档备份，存于）